# God sobaki
God sobaki (russisk: Год собаки) er en russisk spillefilm fra 1994 af Semjon Aranovitj.

## Medvirkende
- Inna Tjurikova som Vera
- Igor Skljar som Sergej
- Aleksandr Feklistov
- Era Zigansjina
- Mikhail Dorofejev